# Rudolf Habetin
Rudolf Habetin (* 21. September 1902 in Leipzig; † 18. Februar 1986 in Köln) war ein deutscher Schriftsteller.

## Leben
Rudolf Habetin besuchte in Leipzig eine Bürgerschule und anschließend ein Lehrerseminar. Er studierte dann Germanistik und Neuere Sprachen an der
Universität Leipzig und in Paris. Dieses Studium schloss er mit
dem Staatsexamen für das Lehramt an höheren Schulen ab; 1933
promovierte er mit einer Arbeit über Friedrich Hölderlin zum Doktor der Philosophie. Er war als Lehrer und seit 1940 als Studienrat an Schulen im Erzgebirge, in Berlin und Leipzig tätig. Am Zweiten Weltkrieg nahm er als Soldat der Wehrmacht teil und geriet in amerikanische Kriegsgefangenschaft. Nach Kriegsende arbeitete er erneut als Studienrat, zunächst in Bamberg und ab 1952 in Köln.
Rudolf Habetins literarisches Werk, das auch Erzählungen und Essays umfasst, besteht hauptsächlich aus Gedichten. Der Autor, dessen Lyrik stilistisch stark vom Spätexpressionismus beeinflusst ist, schrieb häufig Gedichte zu Themen wie Natur und Vergänglichkeit, daneben Großstadtlyrik.
Rudolf Habetin war Mitglied des PEN-Zentrums der Bundesrepublik Deutschland, des Verbandes Deutscher Schriftsteller, der
Europäischen Autorenvereinigung „Die Kogge“ und des Autorenkreises Ruhr-Mark. 1932 erhielt er den Literaturpreis der Stadt Leipzig, 1956 den Preis des Westdeutschen Rundfunks sowie 1976 den Preis der Hermann-Sudermann-Stiftung.

## Werke
- Rosen und Dornen, Leipzig 1922
- Dunkle Blumen, Leipzig 1925
- Weisen von Wonne und Weh, Schwarzenberg i. Sa. 1927
- Du in der Zeit, Schwarzenberg/Sa. 1933
- Die Lyrik Hölderlins im Verhältnis zur Lyrik Goethes und Schillers, Leipzig 1933
- Ewiger Strom, Stuttgart [u. a.] 1939
- Rast im Vergänglichen, Düsseldorf [u. a.] 1954
- Irdische Spur, Düsseldorf [u. a.] 1962
- Zwieklang unserer Zeit, Düsseldorf [u. a.] 1962
- Zugemessene Zeit, Duisburg 1984